# Gimme More
"Gimme More" é uma canção da artista musical estadunidense Britney Spears, gravada para seu quinto álbum de estúdio, Blackout, de 2007. Foi composta por Nate Hills, James Washington, Keri Hilson e Marcella Araica, sendo produzida por Hills sob o nome artístico de Danja, Washington — conhecido profissionalmente como Jim Beanz — e Hilson. A sua gravação ocorreu entre agosto e outubro de 2006 na casa da cantora, durante a sua segunda gravidez, sendo a primeira faixa a ser registrada por Spears para o disco, bem como uma das primeiras faixas produzidas apenas por Danja. A música foi enviada às rádios estadunidenses em 18 de setembro de 2007, sendo disponibilizada digitalmente seis dias depois na iTunes Store. Além de serem editados dois extended plays (EP) digitais, dois CD single e um Maxi single.

## Temática
A sua temática parece ser sobre dança e sexo, mas é uma referência ao fascínio da mídia com a vida privada de Spears. Em termos musicais, "Gimme More" é uma canção dance-pop e electropop executada através de um ritmo eletrônico de andamento acelerado. Constitui vocais sussurrados e influências de outros gêneros, como o electro e funk. A faixa termina com uma fala, executada por Danja. A obra foi aclamada pela mídia especializada, a qual prezou a sua produção e os vocais sussurrados de Spears. O single obteve êxito comercial ao liderar a tabela do Canadá, enquanto qualificou-se entre as cinco melhores posições na Austrália, na Bélgica, na Dinamarca, na Europa, na Finlândia e em outras oito nações. Nos Estados Unidos, atingiu a terceira posição na Billboard Hot 100 e converteu-se no terceiro tema de Spears a culminar no periódico genérico Hot Dance Club Songs.

## Repercussão na mídia
O vídeo musical correspondente foi dirigido por Jake Sarfaty e estreou em 5 de outubro de 2007, através da iTunes Store. As cenas retratam Spears como uma stripper e apresenta uma mudança dos vídeos anteriores de Spears, que foram altamente coreografados. Obteve análises mistas dos críticos, que negativaram o fato de Spears ficar apenas no pole dance, bem como a falta de enredo. Uma versão alternativa foi divulgada em 18 de julho de 2011 e apresenta novas cenas, como Spears andando em uma rua. Como forma de divulgação, Spears apresentou "Gimme More" durante os MTV Video Music Awards de 2007; a performance foi muito criticada pela mídia especializada, que comentou negativamente sobre o canto, a dança e o figurino de Spears, com alguns o considerando como "uma das piores formas de agradar os MTV Music Video Awards". Spears apresentou a canção na turnê Femme Fatale (2011) e em seu concerto residencial Britney: Piece of Me (2013). "Gimme More" foi regravada e "samplada" por diversos artistas, incluindo Sia, Marié Digby, Miley Cyrus e Slayyyter, além de aparições em trilha sonora de filmes, séries e jogos, como Glee (2009–2015), Hustlers (2019) e Grand Theft Auto V (2013).
A canção foi incluída na trilha sonora internacional da novela Duas Caras, de Aguinaldo Silva, exibida pela TV Globo entre 2007 e 2008. Na trama, a música foi tema da locação, Rio de Janeiro.

## Antecedentes
Em novembro de 2003, enquanto promovia seu quarto álbum de estúdio In the Zone (2003), Spears disse que já estava escrevendo canções para seu próximo disco e que esperava lançar sua própria gravadora no ano seguinte. Henrik Jonback — que já havia escrito "Toxic", presente em In the Zone — confirmou que estava escrevendo obras com a intérprete durante a etapa europeia da turnê The Onyx Hotel Tour (2004), mais precisamente "no ônibus [da digressão] e no hotel dela durante os concertos". Após casar-se com o dançarino Kevin Federline em outubro de 2004, a artista anunciou através de uma carta divulgada em sua página oficial que iria "fazer uma pausa para aproveitar a vida". Ao ser entrevistada pela revista People em fevereiro de 2006, Spears explicou que estava ansiosa para retomar sua carreira, comentando que sentia falta de "viajar (...) a estrada, conhecer lugares diferentes, estar com os dançarinos e se divertir. Essa sensação de estar no palco, sabendo que é o seu melhor — eu adoro. Eu precisava de um tempo para estar faminta novamente". Quando questionada sobre o seu próximo álbum, ela disse que estava experimentando faixas novas no estúdio de sua casa com músicos ao vivo, transformando seu som em música acústica e tocando piano.
Um dos colaboradores do disco foi Danja, com quem Spears começou a trabalhar em julho de 2006. Ele explicou que o processo criativo não foi difícil no começo, já que ele "fazia muito bem o que queria" e que "se ela sentisse [o som da canção], caminharia com ela. Se não sentisse, você veria em seu rosto". Keri Hilson, produtora vocal da faixa, disse que escreveu a canção com Spears em mente, depois que Danja apresentou-lhe o instrumental, acrescentando: "Eu só comecei a cantar "me dê, me dê" e acrescentei um pouco mais [do instrumental] apenas me divertindo e brincando muito". A cantora começou a gravar "Gimme More" em Las Vegas, Nevada, durante agosto de 2006, enquanto estava grávida de seu segundo filho, Jayden James. A gravação continuou em sua casa, localizada em Los Angeles, Califórnia, três meses após o nascimento de Jayden. Sobre a gravação, Hilson comentou que Spears "deu 150% [de si]. (...) Eu não conheço nenhuma outra mãe que faria isso". Em uma entrevista ao Rhapsody, Danja disse que acrescentou um parte falada à canção para "fincar [seu] nome", já que a faixa foi uma de suas primeiras produções solo. "Há muita coisa em jogo no meu futuro, pois as pessoas pensam que eu estou por perto por causa de Timbaland e eles realmente não sabem do que eu sou capaz de fazer", disse.

## Composição
Musicalmente, "Gimme More" é uma canção dance-pop com "grandes batidas" e influências do electro e funk. De acordo com a partitura publicada no Musicnotes.com pela Hal Leonard Corporation, a faixa é situada em um ritmo dance moderado formado por 113 batidas por minuto e composta na chave de fá sustenido maior. O alcance vocal de Spears varia entre duas oitavas, progredindo-se entre as notas de fá sustenido3 e dó6. A sua melodia incorpora "lentas linhas eletrônicas", ao passo em que as batidas foram descritas como "aproximadas ao disco" por Bill Lamb, do portal About.com. Nick Levine, do Digital Spy, comparou os vocais de Spears aos de "I'm a Slave 4 U", lançada pela própria em 2001. Lamb definiu-os como "provocantes (...) apoiados por gemidos e uma respiração pesada" e comparou o número a "Love to Love You Baby", lançada em 1975 por Donna Summer. Sal Cinquemani, da revista Slant Magazine, sentiu que a obra era reminiscente a "Boys (Summertime Love)", lançada em 1987 por Sabrina.
"Gimme More" é construída na forma comum de verso-refrão. Inicia-se com uma introdução falada por Spears, que diz: "É Britney, vadia". Apesar de as letras da faixa aparentem ser sobre dança e sexo, elas também tratam sobre a fascinação da mídia acerca da vida pessoal da artista, como notado nas linhas "Câmeras estão filmando enquanto dançamos loucamente / Elas continuam observando, continuam observando". O refrão consiste da repetição da linha "Me dê, me dê", que termina com a palavra "mais", a qual recebe uma altura constantemente mudada. A canção termina com uma fala dita por Danja, que cita: "Aposto que você não estava à espera disso / A incrível Lago, a lendária senhorita Britney Spears / E o imparável Danja".

## Vídeo musical
O vídeo musical foi gravado em um armazém em Los Angeles em  2007 e em 7 de Agosto de 2007; o videoclipe foi lançado exclusivamente no iTunes em 5 de Outubro de 2007, com os direitos de reprodução não sendo liberados até 8 de Outubro de 2007. No Youtube, o vídeo já atingiu a marca de 100 milhões de exibições ganhando um Vevo Certified, apesar de ter sido um dos mais baratos de sua carreira, custando 25.000 dólares.
Em 18 de julho de 2011, quatro anos após o lançamento original, foi divulgada uma versão diferente da original, que é a versão Funeral.

## Performance nas paradas
Em 22 de setembro de 2007, "Gimme More" estreou na posição de número oitenta e cinco na Billboard Hot 100 nos Estados Unidos. Em 13 de outubro de 2007, a canção alcançou a posição de número três na parada. Na mesma semana, atingiu a posição de número um na Hot Digital Songs, devido às vendas digitais de mais de 179 mil downloads. Se tornou seu quinto top dez ah entrar no Hot 100, bem como sua maior posição desde "...Baby One More Time". O single foi certificado como disco de platina pela Recording Industry Association of America (RIAA) vendendo 1.000.000 de cópias. Em 15 de dezembro de 2007, atingiu a posição de número um na Hot Dance Club Songs. "Gimme More" vendeu 3.6 downloads digitais nos Estados Unidos. No Canadá, a canção estreou na posição de número cinqüenta e três em 22 de setembro de 2007. Em 13 de outubro de 2007, atingiu a posição de número um subindo quarenta e duas posições, entrando na lista de "Maior Subida". Foi certificado como disco de platina dupla pela Music Canada por vender 300.000 cópias.

## Listas de faixas
| Download digital |              |         |  |
| N.º              | Título       | Duração |  |
| 1.               | "Gimme More" | 4:11    |  |

| CD single e download digital |                              |         |  |
| N.º                          | Título                       | Duração |  |
| 1.                           | "Gimme More"                 | 4:11    |  |
| 2.                           | "Gimme More" (Kaskade Remix) | 3:21    |  |

## Desempenho nas tabelas musicais
| Território - Tabela (2003)                                    | Melhor posição |
| ------------------------------------------------------------- | -------------- |
| Alemanha - Media Control AG                                   | 1              |
| Austrália - Australian Recording Industry Association         | 1              |
| Bélgica (Valônia) - Ultratop 50                               | 1              |
| Bélgica (Flandres) - Ultratop 50                              | 1              |
| Canadá - Canadian Hot 100                                     | 1              |
| Dinamarca - Tracklisten                                       | 1              |
| Estados Unidos - Billboard Hot 100                            | 3              |
| Estados Unidos - Hot Dance Club Songs                         | 1              |
| Estados Unidos - Pop Songs                                    | 1              |
| Finlândia - Suomen virallinen lista                           | 6              |
| França - Syndicat National de l'Édition Phonographique        | 5              |
| Itália - Federazione Industria Musicale Italiana              | 2              |
| Noruega - VG-lista                                            | 3              |
| Nova Zelândia - Recording Industry Association of New Zealand | 15             |
| Países Baixos - Dutch Top 40                                  | 32             |
| Reino Unido - The Official Charts Company                     | 1              |
| Suíça - Schweizer Hitparade                                   | 4              |
| Suécia - Sverigetopplistan                                    | 2              |
| União Europeia - European Hot 100                             | 2              |
| Áustria - Ö3 Austria Top 40                                   | 8              |

| Território - Associação                                           | Certificação |
| ----------------------------------------------------------------- | ------------ |
| Austrália - Australian Recording Industry Association             | Diamante     |
| Canadá - Music Canada                                             | 4× Platina   |
| Dinamarca - International Federation of the Phonographic Industry | Ouro         |
| Estados Unidos - Recording Industry Association of America        | 4× Platina   |
| Reino Unido - British Phonographic Industry                       | Platina      |